# Vickers Vildebeest
El Vickers Vildebeest, conocido en España como Vickers Spanish Vildebeest, fue un biplano empleado como torpedero, bombardero ligero y avión de apoyo terrestre. Hubo además un modelo denominado  Vickers Vincent, muy similar al Vildebeest. Desde su primer vuelo, efectuado en 1928, permaneció en servicio hasta poco después del estallido de la Segunda Guerra Mundial, con los últimos aparatos operando contra las fuerzas japonesas sobre Malasia y Java en 1942.

## Diseño y desarrollo
El Vildebeest fue diseñado como un bombardero torpedero que sustituyera al Horsley. El primer prototipo construido, el Vickers Type 132, hizo su primer vuelo en 1928 provisto de un motor radial Bristol Jupiter VIII. A pesar de que inicialmente hubo una serie de problemas con el motor, estos se solucionaron con la instalación de una nueva versión del Jupiter, que pasaría a ser conocida como Bristol Pegasus. En 1931 se ordenó la construcción de los primeros nueve aparatos, aunque los primeros aviones no volaron hasta septiembre de 1932.
En 1931, Vickers también desarrolló una versión especial del Vildebeest para propósitos generales y que, además, sustituyera a los obsoletos Wapiti y IIIF de la RAF que operaban en Oriente Medio y en las colonias de África. Diversos intentos entre 1932-1933 tuvieron éxito y dieron como resultado una versión mejorada del aparato que se denominó Vickers Type 266 Vincent. En realidad, las diferencias con el Vildebeest fueron mínimas; por ejemplo, el equipamiento para torpedos fue reemplazado por un depósito de combustible auxiliar. Estaba equipado con un motor Bristol Pegasus IIM3 de 660 hp. Entre 1934 y 1936 fueron construidos unos 197 Vicent o reconvertidos a partir de los Vildebeest.

## Historia operacional

### Reino Unido

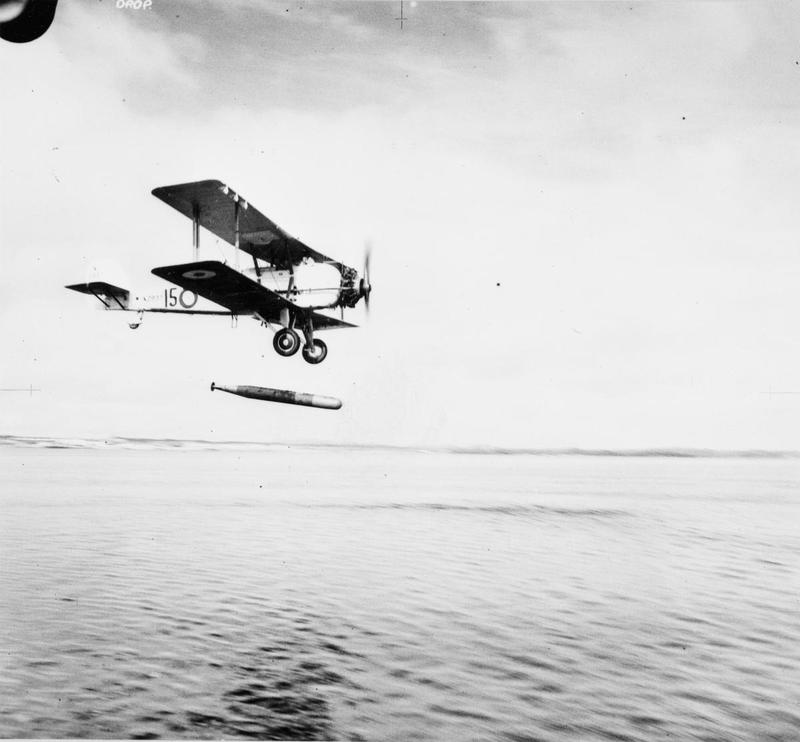
Vildebeest Mk II lanzando un torpedo durante unos ejercicios prácticos, hacia 1936.

El Vildebeest fue comprado relativamente en grandes cantidades por la Real Fuerza Aérea a partir de 1931 y empleado como un bombardero-torpedero. Entró en servicio con el Escuadrón N.º 100 de la RAF en Escocia en octubre de 1932, reemplazando a los Hawker Horsley. Cuatro escuadrones de primera línea de bombarderos-torpederos fueron equipados con el Vildebeest, dos de ellos desplegados en Singapur (el 100.º Escuadrón, que fue trasladado desde el Reino Unido en 1933, y el 36.º Escuadrón, en 1935), y dos escuadrones más desplegados en el Reino Unido.
El Vincent entró en servicio con el 84.º Escuadrón de la RAF en Shaibah (Irak) en diciembre de 1934, con el reequipamiento de los escuadrones de uso general en todo el Oriente Medio y África. Para 1937 ya se habían equipado seis escuadrones en Irak, Adén, Kenia, Sudán, y Egipto.
Al inicio de la Segunda Guerra Mundial, 101 Vildebeest todavía estaban en servicio con la RAF. Los dos escuadrones desplegados en Inglaterra, encargados de las patrullas costeras y misiones de escolta de convoyes, continuaron operando con estos aparatos hasta que fueron reemplazados por el Beaufort en 1940. Los dos escuadrones basados en Singapur estaban todavía esperando reemplazar sus aparatos cuando Japón invadió Malasia en diciembre de 1941, y los ya obsoletos biplanos tuvieron que ser desplegados frente a los atacantes japoneses, llegando a lanzar un fallido ataque con torpedos contra un crucero japonés a las afueras de Kota Bharu. Los Vildebeest continuaron atacando a los japoneses al tiempo que sus fuerzas avanzaban por Malasia, sufriendo graves pérdidas a manos de los cazas japoneses, especialmente cuando no disponían de cobertura de caza. El 26 de enero de 1942, varios ataques del 36.º Escuadrón terminaron con fuertes pérdidas para los británicos. Los Vildebeest supervivientes fueron retirados a Java el 31 de enero. Desde su nueva base atacaron a las fuerzas japonesas que desembarcaban en Rembang, reivindicando haber hundido 8 buques japoneses, aunque a costa de fuertes pérdidas. El 6 de marzo, los aparatos supervivientes intentaron escapar a Birmania, pero fueron derribados sobre Sumatra. Los últimos Vildebeest de la RAF que estaban en servicio, operados por el 273.º Escuadrón en Ceilán, fueron retirados en marzo de 1942.
A pesar de que el Vincent había empezado a ser reemplazado por otros aparatos más modernos, como los bombarderos Wellesley y Blenheim, al comienzo de la guerra mundial todavía permanecían operativos 84 aparatos con la RAF. Fueron empleados en misiones de bombardeo contras las fuerzas italianas durante la campaña de África Oriental y en patrullas costeras desde Adén, llegando a atacar al submarino italiano Galileo Galilei. Otros Vincent bombardearon a las fuerzas iraquíes en la guerra anglo-iraquí de 1941. Los últimos Vincent fueron retirados de primera línea en enero de 1943, aunque todavía permanecieron activos en misiones secundarias hasta 1944.

### España

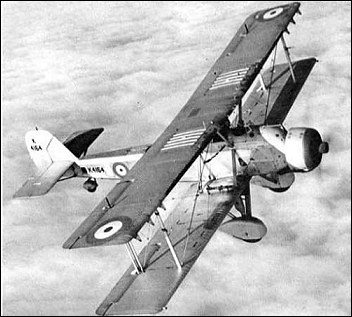
Un Vildebeest en vuelo (1928).

El Gobierno de la República Española realizó un pequeño pedido de Vildebeest en 1932, siendo, además, concedida una licencia de construcción de 25 aparatos a Construcciones Aeronáuticas (CASA), destinados a la Aeronáutica Naval. Los aviones fueron equipados con motores lineales Hispano-Suiza HS 600, aunque también fueron empleados otros motores. Al comienzo de la guerra civil, se encontraban operativos alrededor de 26 aparatos, que lucharon en las Fuerzas Aéreas de la República Española, 25 de ellos en configuración terrestre, basados en La Ribera-San Javier, y un hidroavión en Barcelona.
Durante los primeros meses de la contienda, los Vildebeest fueron utilizados como aviones de apoyo a tierra, participando en numerosas operaciones en los frentes de Andalucía, del Tajo y de Aragón. No obstante, sufrieron fuertes pérdidas a manos de la aviación sublevada, y a finales de 1936 quedaban operativos algo más de diez aparatos. En Barcelona se formó una escuadrilla de 3 Vildebeest equipados con flotadores, especializados en patrullas antisubmarinas y de ataque naval. En junio de 1938, uno de los hidros resultó averiado en un amerizaje forzoso, siendo remolcado el avión hasta Marsella por el destructor británico HMS Hostile. Para entonces, todavía quedaban operativos 8 aparatos: 3 con base en Barcelona, 2 en Manises, 2 en la base naval de San Javier y 1 en Rosas.
Tras el final de la guerra en abril de 1939, las fuerzas franquistas recuperaron dos Vildebeest en muy mal estado que se encontraban en el aeródromo de Manises (Valencia).

### Nueva Zelanda
Doce Vildebeest fueron adquiridos por la Real Fuerza Aérea de Nueva Zelanda (RNZAF) en 1935 para la defensa costera, con una adquisición posterior de 27 aparatos más procedentes de las reservas de la RAF entre 1940-1941. Además, entre 60 y 62 Vildebeest (dependiendo de la fuente) fueron traspasados a la RNZAF. Algunos ejemplares fueron empleados para realizar tareas de fotografía aérea, y otros fueron utilizados en patrullas marítimas contra los buques corsarios alemanes y los submarinos japoneses. No obstante, durante la contienda el principal, papel jugado por este avión en Nueva Zelanda fue como entrenador de pilotos, hasta que fue reemplazado por los North American AT-6 Harvard en 1942.

## Variantes

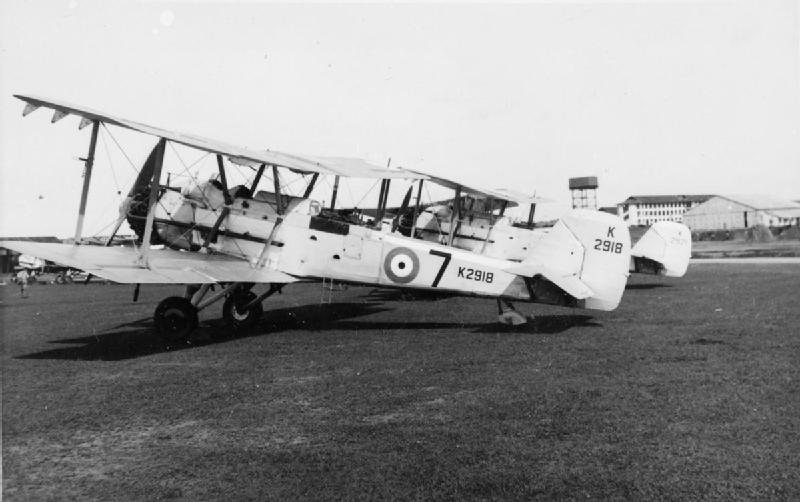
Vildebeest Mk II en RAF Seletar. Enero de 1937.

Type 132
Prototipo construido en Weybridge con un motor Jupiter VII.
Type 192
Prototipo modificado como Series II con un motor Jupiter XF.
Type 194
Prototipo modificado como Series III con un motor Jupiter XIF.
Type 204
Segundo prototipo de financiación privada como Series IV, posteriormente entregado al Ministerio del Aire.
Type 209
Prototipo modificado como Series V con un motor Jupiter XIF.
Type 214
Prototipo modificado como Series VI con un motor Jupiter XFBM.
Type 216
Prototipo Series VII modificado con un motor Hispano-Suiza 12Lbr y volado con flotadores.
Type 217
Segundo prototipo modificado para la Series VII, pero no convertido.
Vildebeest Mark I (Type 244)
Versión de producción inicial, un torpedero-bombardero biplaza propulsado por un motor Bristol Pegasus IM3 de 448 kW (600 hp). 22 construidos para la RAF entre 1932 y 1933.
Vildebeest Mark II (Type 258)
Variante con motor Pegasus IIM3 más potente de 474 kW (635 hp). 30 construidos para la RAF y entregados en 1933.
Vildebeest Mark III (Type 267)
Torpedero-bombardero de tres asientos. 150 construidos para la RAF, entregados entre 1935 y 1936. 15 aviones ex-RAF (incluido un Mark II reconvertido) desviados a la RNZAF más tarde.
Type 277: doce aviones con alas plegables y capacidad de llevar depósitos lanzables para la RNZAF entregados en 1935.
Vildebeest Mark IV (Type 286)
Versión biplaza propulsada por un motor Bristol Perseus de 615 kW (825 hp). Dieciocho construidos para la RAF, 12 de los cuales se vendieron a Nueva Zelanda.
Type 245 Vildebeest
Series IX, bombardero torpedero para la Armada Española, propulsado por un motor V-12 Hispano-Suiza 12L de 448 kW (600 hp) refrigerado por agua. Primer prototipo de Vildebeest modificado según este estándar y volado de esta forma en junio de 1930, con 26 unidades construidas bajo licencia además del prototipo.
Type 263
Un Vildebeest modificado con un motor Pegasus 1M3.
Vincent (Type 266)
Versión de uso general de tres asientos para la RAF. Motor Pegasus IIIM3. 197 construidos nuevos o convertidos.

## Operadores
República Española
- Aeronáutica Naval
- Fuerzas Aéreas de la República Española

 Irak
- Real Fuerza Aérea Iraquí

 Nueva Zelanda
- Real Fuerza Aérea de Nueva Zelanda

 Reino Unido
- Real Fuerza Aérea

## Especificaciones (Vildebeest III)
Referencia datos: Andrews

### Características generales
- Tripulación: Tres (piloto, navegante y observador)
- Longitud: 11,2 m (36,7 ft)
- Envergadura: 14,9 m (49 ft)
- Altura: 4,5 m (14,7 ft)
- Superficie alar: 67,7 m² (728,7 ft²)
- Peso vacío: 2170 kg (4782,7 lb)
- Peso cargado: 3864 kg (8516,3 lb)
- Planta motriz: 1× motor radial de 9 cilindros refrigerado por aire Bristol Pegasus II-M3.
  - Potencia: 474 kW (654 HP; 645 CV)

### Rendimiento
- Velocidad máxima operativa (Vno): 230 km/h (143 MPH; 124 kt)
- Alcance: 2010 km (1085 nmi; 1249 mi) a 196 km/h
- Techo de vuelo: 5800 m (19 029 ft) (techo absoluto)
- Régimen de ascenso: 3,2 m/s (630 ft/min)
- Carga alar: 57,1 kg/m² (11,7 lb/ft²)
- Tiempo a altitud: 7,5 min para 1500 m (5000 pies)

### Armamento
- Ametralladoras: 

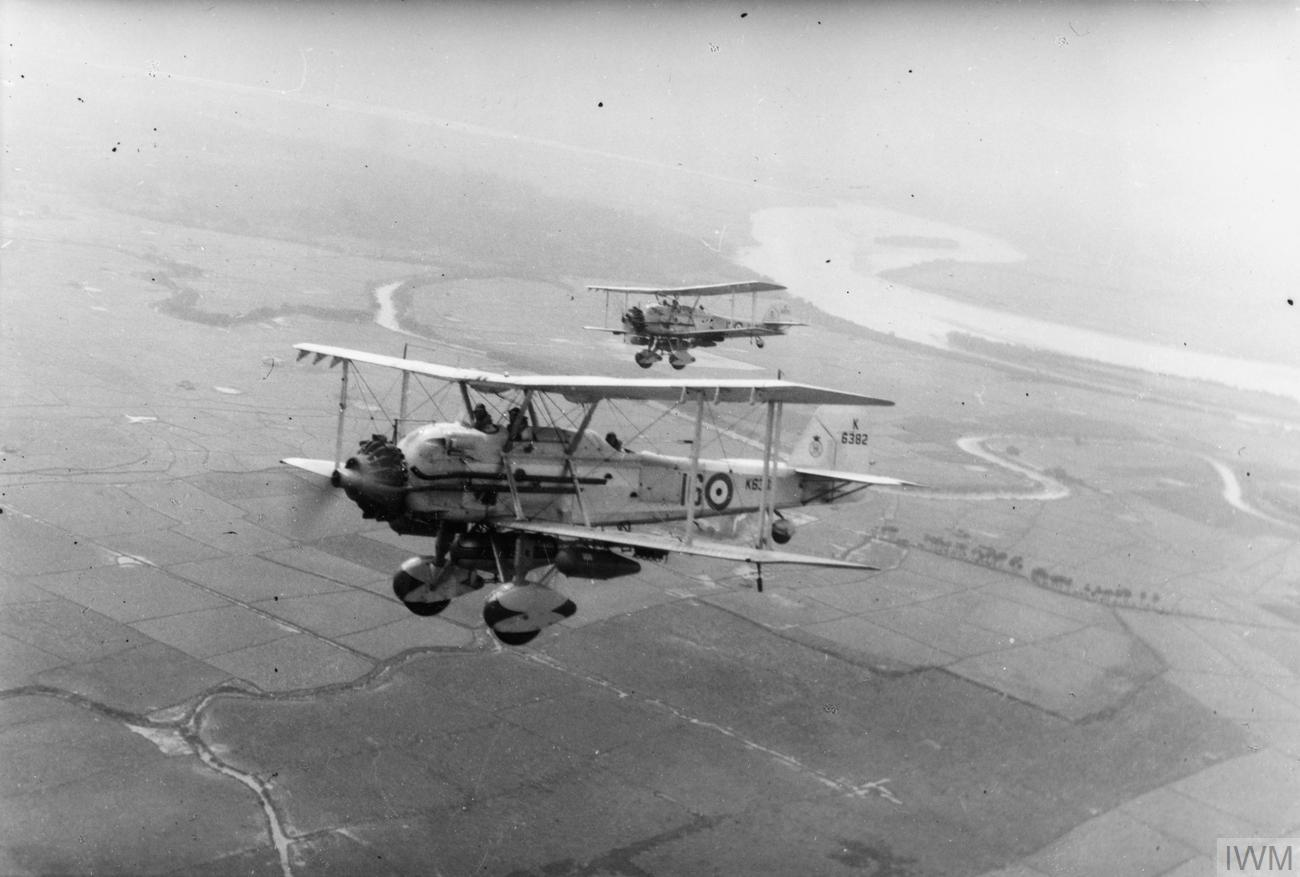
Vildebeests del 100.º Escuadrón, volando cerca de Burma (1939).

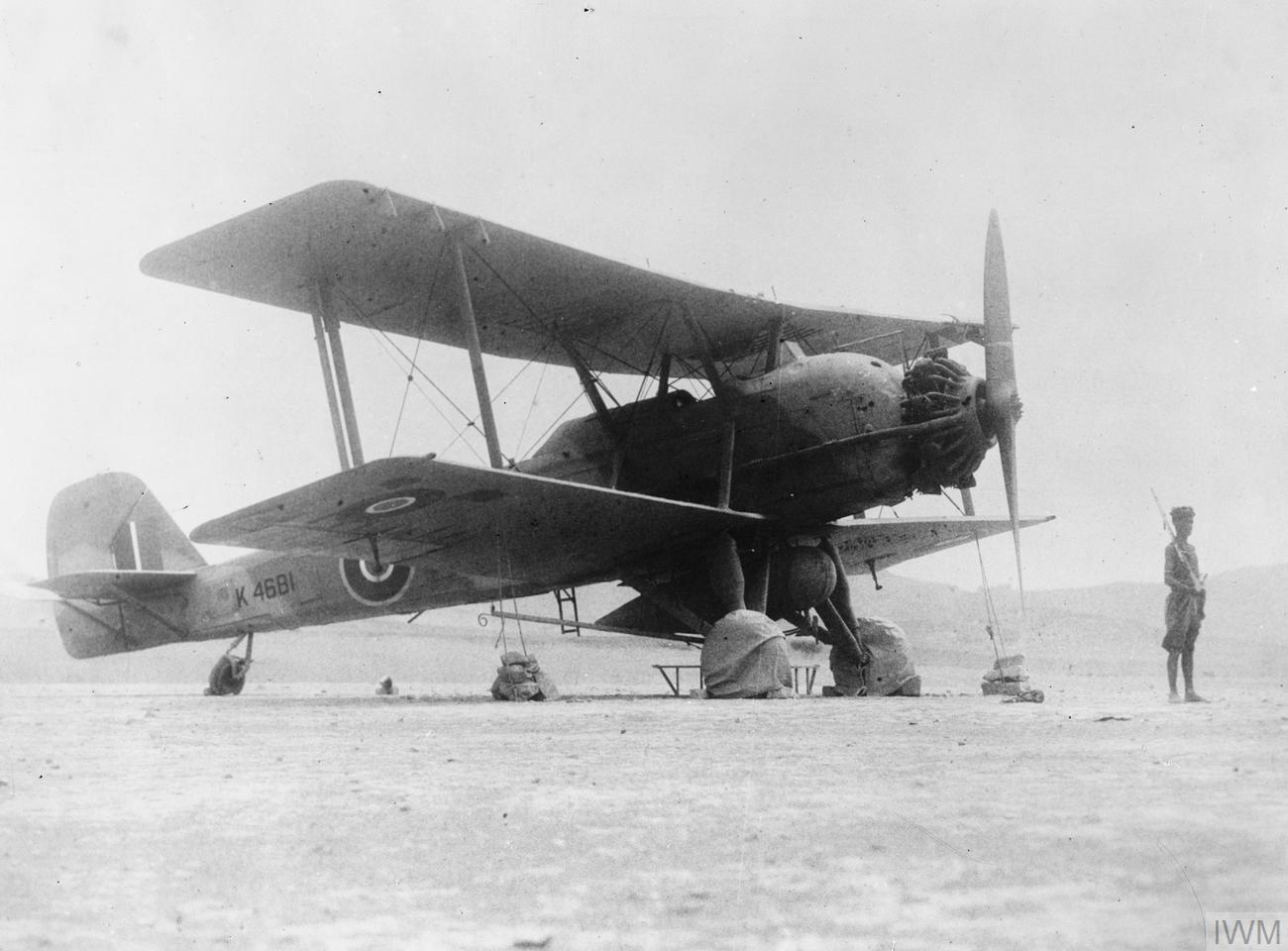
Un Vickers Vincent, estacionado en Mukeiras, Yemen.

  - 1x Vickers Mk IV de 7,7 mm frontal fija
  - 1x Lewis de 7,7 mm flexible disparando hacia atrás
- Bombas: 500 kg, o 1 torpedo de 457 mm

## Aeronaves relacionadas

### Desarrollos relacionados
- Blackburn Baffin
- Fairey Gordon
- Fairey III

### Secuencias de designación
- Secuencia Numérica (interna de Vickers): ← 129 - 130 - 131 - 132 - 133 - 134 - 138 -- 172 - 173 - 177 - 192 - 193 - 194 - 195 - 196 - 198 - 199 - 203 - 204 - 207 - 208 - 209 - 210 - 212 - 214 - 216 - 217 - 220 - 225 - 227 - 230 - 231 - 241 - 244 - 245 - 246 - 249 - 250 - 252 - 253 - 255 - 256 - 258 - 259 - 262 - 263 - 264 - 266 - 267 - 270 - 271 - 277 - 279 - 281 - 283 - 284 - 285 - 286 - 287 - 289 - 290 →